# Варязька сільська рада
Варязька сільська рада — колишній орган місцевого самоврядування у Сокальському районі Львівської області. Адміністративний центр ради — село Варяж.

## Населені пункти
Сільській раді були підпорядковані населені пункти:
- с. Варяж
- с. Лешків
- с. Лубнівка
- с. Русин

## Склад ради
Рада складалася з 16 депутатів та голови.

### Керівний склад попередніх скликань
| ПІБ                         | Основні відомості                                                                   | Дата обрання | Дата звільнення |
| --------------------------- | ----------------------------------------------------------------------------------- | ------------ | --------------- |
| Закревська Марія Іванівна   | Сільський голова, 1959 р.н., освіта, член Конгресу Українських Націоналістів        | 26.03.2006   | 31.10.2010      |
| Городько Юрій Володимирович | Сільський голова, 1973 р.н., освіта середня спеціальна, член Народного Руху України | 31.10.2010   |                 |

Примітка: таблиця складена за даними джерела